# 美丽凤丫蕨
美丽凤丫蕨（学名：Coniogramme venusta）为裸子蕨科凤丫蕨属下的一个种。

## 扩展阅读
- 維基物種上的相關：美丽凤丫蕨